# Xenos (genre)
Genre
Xenos est un genre d'insectes de l'ordre des strepsiptères et de la famille des Xenidae. Son nom dérive du mot grec ξένος, xénos (« étrange »).
Une espèce du genre est Xenos vesparum, décrite par Pietro Rossi en 1793,. Les femelles sont des endoparasites entomophages des guêpes du genre Polistes. Elles vivent toute leur vie dans l'abdomen des guêpes.